# International Journal of Behavioral Nutrition and Physical Activity
Das International Journal of Behavioral Nutrition and Physical Activity, abgekürzt Int. J. Behav. Nutr. Phys. Act., ist eine wissenschaftliche Fachzeitschrift, die vom Biomed Central-Verlag als online-Zeitschrift nach dem Open-Access-Modell veröffentlicht wird. Die Zeitschrift ist das offizielle Publikationsorgan der International Society of Behavioral Nutrition and Physical Activity und veröffentlicht Arbeiten, die sich mit Verhaltensaspekten der Ernährung sowie der körperlichen Aktivität beschäftigen.
Der Impact Factor lag im Jahr 2014 bei 4,111. Nach der Statistik des ISI Web of Knowledge wird das Journal mit diesem Impact Factor in der Kategorie Physiologie an 12. Stelle von 83 Zeitschriften und in der Kategorie Ernährung & Diätetik  an 10. Stelle von 77 Zeitschriften geführt.